# Surprise (Buffy the Vampire Slayer)
Surprise (Sorpresa en América Latina y España) es el decimotercero episodio de la segunda temporada de la serie de televisión estadounidense Buffy, la cazavampiros.

## Argumento
Buffy tiene un sueño casi real (donde una Drusilla mataba a Angel), lo que ella piensa que es profético. Willow recuerda por qué no puede ir a una cita con Oz y lo invita a la fiesta sorpresa que los Scobbies están preparando para el decimoséptimo cumpleaños de Buffy. En otro lugar, Dru, fuerte como Buffy había soñado, organiza su propia fiesta, mientras Spike, confinado en una silla de ruedas, dirige a su grupo para que busques las piezas esparcidas del demonio El juez para volverlo a montar y dárselo como regalo. Los Scoobies deducen el plan cuando Buffy y Jenny Calendar interceptan una de las piezas. Siguiendo órdenes secretas gitanas para separar a Angel de la Cazadora, Jenny anima a Angel en su misión para prevenir las consecuencias de reponer el Juez, lo que le haría viajar en un barco a la "región más remota posible". Cuando Angel le da a Buffy un anillo Claddagh por su cumpleaños en el muelle, los vampiros de Spike consiguen robar el brazo, destruyendo su misión. Más tarde en la biblioteca, Buffy tiene otro sueño, y lleva a Angel a investigar la fábrica donde Spike y Dru tienen su guarida. Escapan por poco del activado y repuesto Juez, y regresan al apartamento de Angel exhaustos y empapados. Todavía sufriendo por la consiguiente pérdida del uno del otro, Angel y Buffy confiesan los sentimientos que han estado intentado ocultar. Se acuestan juntos por primera vez y se quedan dormidos en los brazos del otro. De repente, en un destello de luz y un trueno, Angel se despierta sobresaltado, pronunciando el nombre de Buffy en angustia.

## Actores

### Reparto
- Sarah Michelle Gellar como Buffy Summers.
- Nicholas Brendon como Xander Harris.
- Alyson Hannigan como Willow Rosenberg.
- Charisma Carpenter como Cordelia Chase.
- David Boreanaz como Angel.
- Anthony Stewart Head como Rupert Giles.

### Estrellas Invitadas
- Seth Green como Oz.
- Kristine Sutherland como Joyce Summers.
- Robia LaMorte como Jenny Calendar.
- Brian Thompson como El juez.
- Eric Saiet como Dalton.

### Co-Reparto
- Mercedes McNab como Harmony Kendall.
- Vincent Schiavelli como Tío Enios.
- James Marsters como Spike.
- Juliet Landau como Drusilla.

## Doblaje

### México
- Buffy: Yanely Sandoval
- Rupert Giles: Carlos Becerril
- Xander: Rafael Quijano
- Willow: Azucena Martínez
- Cordelia: Clemencia Larumbe
- Angel: Miguel Reza

### Voces Adicionales
- Gaby Ugarte
- Luis Daniel Ramírez
- Isabel Martiñon
- Erica Edwards
- Cristina Hernández

## Curiosidades
- Algunos hechos importantes empiezan en este episodio. Oz y Willow tienen su primera cita, comenzando una de las relaciones más largas de la serie. Angel se transforma en Angelus, siendo el Gran Malo de la Segunda Temporada. Spike y Dru se establecen como adversarios importantes, permitiendo algunas apariciones para Spike en las temporadas tres y cuatro, y su permanencia regular en las temporadas quinta, sexta y séptima.

## Detalles de Producción

### Música
- Christophe Beck: "Buffy-Angel Love Theme".
- Christophe Beck: "Escape".
- Christophe Beck: "Moment of Happiness".
- Clement & Murray: "Anything".
- Rasputina: "Transylvanian Concubine".

### El juez
- Brian Thompson, quien hace el papel de El juez, también hizo de Luke en "Bienvenido a la Boca del Infierno". Ambos episodios estaban compuestos de dos partes en las que él moría en la segunda parte.

### Traducciones
- Título Original Inglés: "Surprise" ("Sorpresa")
- Título Francés: "Innocence (1/2)" ("Inocencia I Y II")
- Título Italiano: "Sorpresa"
- Título Alemán: "Der Fluch der Zigeuner" ("La Maldición de los Gitanos")
- Título Japonés: "誕生日の贈り物" ("Tanjōbi no Okurimono" - "Regalo de Cumpleaños")

- Datos: Q3151385